# Кутубия
„Кутубия“ (на арабски: كُتُبية) е най-голямата джамия в Маракеш и сред най-внушителните в Мароко и Магреба. Джамията, издигната през XII век и строена по време на управлението на няколко емира, е образец на ислямската архитектура на Алмохадите. Нейното характерно минаре, високо 69 м и широко 12,8 метра, става модел за други минарета – Кула на Хасан в Рабат, Хиралда в Севиля и подобни в Магреб, дори и за построената неотдавна най-голяма модерна джамия в света – „Хасан ІІ“ в Казабланка.
Името „Кутубия“ („Книжна“, „Книжарска“) произлиза от арабското al-Koutoubiyyin (книжари), тъй като наоколо имало много продавачи на ръкописи.

## История
Ранната история на джамията е доста неясна, защото по горе-долу едно и също време са били построени две джамии, като причината за това не е ясна. Една вероятна причина е, че първата постройка не е била ориентирана точно към Мека.
Няколко години след смъртта на Али бин Юсуф, владетел от династията на Алморавидите, през 1147 г. Маракеш е завзет от Абд-ал-Мумин от Алмохадите, който се обявява за халиф. Той построява първата джамия Кутубия на мястото на двореца на Али бин Юсуф в югозападния край на медината. Строителството е извършено от испански пленници, започва около 1147 – 1154 г. и приключва към 1157 г. По неизяснени причини не след дълго е започната втора джамия, като поне около 30 години двете съществуват едновременно. Втората джамия наподобява по конструкция и украса първата, готова е частично към септември 1158 г., когато в нея е извършена първата служба, и е завършена към 1162 г. Има и сведения, че пълното ѝ завършване става около 1190 г. при царуването на Якуб ал Мансур, внук на Абд-ал-Мумин. Във втората джамия, след което първата е разрушена, е пренесен прочут с красотата си минбар (пюпитър), образец на декоративното изкуство на Андалус от XI век, който остава там до 1962 г..

## Описание
Минарето на джамията е с височина 69 метра (по други сведения 77 м). Във вътрешността на кулата са разположени 6 помещения едно над друго. Около тях се вие наклонен път, по който мюезинът можел да язди кон до самия балкон, разположен в горния край на кулата. Вътрешните стени са бели, без украса.
В джамията не се допускат немюсюлмани.